# Petrovac (Serbia)
Petrovac (serbocroata cirílico: Петровац), también conocida como Petrovac na Mlavi (en referencia al río Mlava; cirílico: Петровац на Млави; rumano: Piatra Mlavei) es un municipio y villa de Serbia perteneciente al distrito de Braničevo del este del país.
En 2011 tenía 30 325 habitantes, de los cuales 7229 vivían en la villa y el resto en las 33 pedanías del municipio. La mayoría de la población se compone étnicamente de serbios (25 015 habitantes), existiendo una importante minoría de valacos (4609 habitantes).
Se ubica en el cruce de las carreteras 147, 161 y 162, unos 25 km al sureste de Požarevac.

## Pedanías
Junto con Petrovac, pertenecen al municipio las siguientes pedanías:
- Bistrica (Petrovac)
- Bošnjak
- Burovac
- Busur
- Ćovdin
- Dobrnje
- Dubočka
- Kamenovo
- Kladurovo
- Knežica
- Krvije
- Leskovac (Petrovac)
- Lopušnik
- Malo Laole
- Manastirica
- Melnica
- Oreškovica
- Orljevo
- Pankovo
- Ranovac
- Rašanac
- Šetonje
- Stamnica
- Starčevo
- Tabanovac
- Trnovče
- Veliki Popovac
- Veliko Laole
- Vezičevo
- Vitovnica
- Vošanovac
- Zabrđe
- Ždrelo